# 康斯坦丁諾夫斯克
47°35′N 41°06′E / 47.583°N 41.100°E
康斯坦丁諾夫斯克（俄语：Константи́новск），是俄羅斯羅斯托夫州中部的一個城市，距首府羅斯托夫東北169公里的頓河畔。2002年人口18,801人。
1864年建城，1967年設市。